# 松平乗清
松平 乗清 （まつだいら のりきよ）は、戦国時代の三河国の武将。滝脇松平家の初代当主。

## 略歴
西三河一円に敷衍した松平氏の一族。長享元年（1487年）惣領家の松平親忠が額田郡麻生城の天野氏を攻め滅ぼした際、後継の麻生城主に配されたという。後に名字の地である加茂郡松平郷にほど近い滝脇の地に移って家名とした。
後年になると松平清康・広忠の横死と駿河国の今川氏勢力の伸長のために松平氏の三河における影響力は後退し、尾張国の織田氏に味方する諸勢力との摩擦を生じるようになった（三河忩劇）。弘治2年（1556年）1月、織田氏に味方する大給松平家との戦いで孫の正乗が戦死し、2か月後には嫡男の乗遠とともに乗清も戦死した（滝脇合戦）。菩提寺である長松院は、父子三代が戦死したためその追善のために建立されたという。